# 宮前駅
宮前駅（みやまええき）は、和歌山県和歌山市北中島一丁目にある、西日本旅客鉄道（JR西日本）紀勢本線（きのくに線）の駅である。

## 歴史
かつて、当駅 - 和歌山間には和歌山操車場が存在していた。また、紀三井寺 - 当駅間には本州化学和歌山工場専用線があり、当駅の約200 m紀三井寺方下り本線から分岐していた。

### 年表
- 1945年（昭和20年）2月15日：紀勢西線の東和歌山（現・和歌山）- 紀三井寺間に宮前信号場が開設される[2]。
- 1951年（昭和26年）12月26日：宮前信号場廃止[2]。
- 1955年（昭和30年）4月1日：宮前駅開業[1][2]。気動車の旅客のみを取り扱う駅員無配置駅[3]。
- 1959年（昭和34年）7月15日：紀勢本線の所属となる[1]。
- 1987年（昭和62年）4月1日：国鉄分割民営化により西日本旅客鉄道（JR西日本）に承継[1][2]。
- 2015年（平成27年）8月30日：ICカード「ICOCA」の利用が可能となる。

## 駅構造
相対式ホーム2面2線の地上駅で、分岐器や絶対信号機を持たないため、停留所に分類される。
電車1両分ほどのホーム屋根が上下ホームにあるが、駅舎が設けられていない無人駅（和歌山駅管理）である。上下ホームのそれぞれに入口があり、それぞれに自動券売機が設置されている。跨線橋はなく、互いのホームの移動には入口付近の一般踏切を利用する。

### のりば
| のりば | 路線       | 行先                 |
| ------ | ---------- | -------------------- |
| 1      | きのくに線 | 和歌山・天王寺方面   |
| 2      | きのくに線 | 海南・御坊・新宮方面 |

- 上表の路線名は旅客案内上の名称（愛称）で表記している。

## 利用状況
2022年（令和4年）度の1日平均乗車人員は1,554人である。2019年現在は右肩上がりである。
駅周辺に小学校・中学校があることや、大規模な工場が存在することから無人駅ではあるが利用者は多い。
各年度の1日平均乗車人員は以下の通りである。
| 年度               | 1日平均 乗車人数 |
| ------------------ | ---------------- |
| 1998年（平成10年） | 945              |
| 1999年（平成11年） | 942              |
| 2000年（平成12年） | 952              |
| 2001年（平成13年） | 918              |
| 2002年（平成14年） | 946              |
| 2003年（平成15年） | 1,021            |
| 2004年（平成16年） | 1,104            |
| 2005年（平成17年） | 1,121            |
| 2006年（平成18年） | 1,112            |
| 2007年（平成19年） | 1,151            |
| 2008年（平成20年） | 1,207            |
| 2009年（平成21年） | 1,199            |
| 2010年（平成22年） | 1,240            |
| 2011年（平成23年） | 1,276            |
| 2012年（平成24年） | 1,334            |
| 2013年（平成25年） | 1,373            |
| 2014年（平成26年） | 1,385            |
| 2015年（平成27年） | 1,517            |
| 2016年（平成28年） | 1,542            |
| 2017年（平成29年） | 1,599            |
| 2018年（平成30年） | 1,646            |
| 2019年（令和元年） | 1,667            |
| 2020年（令和02年） | 1,439            |
| 2021年（令和03年） | 1,441            |
| 2022年（令和04年） | 1,554            |

## 駅周辺
- 和歌山杭ノ瀬郵便局
- 和歌山手平郵便局
- 和歌山市立東和中学校
- 和歌山市立宮前小学校
- 宮前保育所
- 杭ノ瀬保育所
- 和歌山朝鮮初中級学校
- オークワ本社中島店
- スーパーエバグリーン宮前店
- イズミヤ和歌山店
- 和歌山ビッグホエール
- 県民交流プラザ 和歌山ビッグ愛
- 和歌山ビッグウエーブ
- 宮前口バス停（和歌山バス）
- 三菱電機冷熱システム製作所

## 隣の駅
西日本旅客鉄道（JR西日本）
 きのくに線（紀勢本線）
■快速
通過
■普通（阪和線内で直通快速または紀州路快速となる列車を含む）
紀三井寺駅 - 宮前駅 - 和歌山駅